# Gerhard Apel
Gerhard Apel (* 16. Februar 1923) ist ein ehemaliger deutscher Fußballspieler. Von 1950 bis 1954 bestritt er für EHW/Stahl Thale 58 Spiele in der DDR-Oberliga, der höchsten Spielklasse im DDR-Fußball und erzielte dabei acht Tore. 1950 wurde er mit der SG EHW Thale DDR-Pokalsieger.

## Sportliche Laufbahn
Apel kam 25-jährig 1948 von der unterklassigen Sportgemeinschaft in Weddersleben zum zweitklassigen Kreisligisten SG Eisenhüttenwerk Thale. Mit ihm stieg er 1949 in die nun zweitklassige Landesklasse von Sachsen-Anhalt auf. Ein Jahr später wurde Apel mit der SG EHW Fußballmeister von Sachsen-Anhalt. In einer Aufstiegsrunde qualifizierte sich Thale danach für die Oberligasaison 1950/51. Im DDR-Pokalwettbewerb 1949/50 erreichten die Eisenhüttenwerker das Endspiel, das sie mit Apel als halbrechten Stürmer mit 4:0 gegen die BSG KWU Erfurt gewannen.
Die SG EHW Thale nominierte Apel für ihren Oberliga-Kader zur Saison 1950/51. Er konnte jedoch nur sieben Punktspiele zum Beginn der Spielzeit absolvieren, danach fiel er für den Rest der Saison aus. Erst zur Saison 1952/53, die SG  EHW war inzwischen in die Betriebssportgemeinschaft (BSG) Stahl Thale umgewandelt worden, kehrte Apel in die Oberligamannschaft zurück. Auf seiner Stammposition halbrechts bestritt er 28 der 32 Punktspiele und wurde mit sieben Treffern zusammen mit Helmuth Feuerberg bester Torschütze der BSG Stahl. 1953/54 kam er nach einigen Ausfällen in den 28 Oberligaspielen 23-mal zum Einsatz und musste sich mit nur einem Tor begnügen.
Am Ende der Spielzeit 1953/54 musste Thale aus der Oberliga absteigen und Apel stand in der folgenden Saison nicht mehr im Aufgebot der BSG Stahl. Er ging als Freizeitfußballer  zurück nach Weddersleben.